# Otto Helmut Urban
Otto Helmut Urban (* 29. Dezember 1953 in Wien) ist ein österreichischer Prähistorischer Archäologe und Hochschullehrer.

## Leben
Urban begann 1975 mit dem Studium der Ur- und Frühgeschichte an der Universität Wien. Er wurde 1982 promoviert und habilitierte sich am 30. Juni 1994. Seit 1997 ist er außerordentlicher Professor an der Universität Wien, von 2000 bis 2008 war er Vorstand des Institutes für Ur- und Frühgeschichte der Universität Wien. Als Studienprogrammleiter für Ur- und Frühgeschichte, Ägyptologie und Judaistik von 2004 bis 2012 führte er den Bolognaprozess im Fach Ur- und Frühgeschichte durch und konzipierte das entsprechende Bachelor- und Mastercurriculum.
Urbans Forschungsschwerpunkte sind die Urgeschichte Österreichs, die späte Eisenzeit (Kelten) sowie Methodik und Forschungsgeschichte. Daneben beschäftigt er sich mit der Provinzialarchäologie Noricums und Pannoniens.
Von Urban stammt auch die aktuelle Zusammenfassung der Urgeschichte Österreichs, in bewusster Nachfolge von Moriz Hoernes, Oswald Menghin und Richard Pittioni. Ein besonderes Anliegen ist ihm auch die geeignete Wissensinformation der Jugend, wie der Allgemeinheit (vgl. seine zahlreichen Beiträge im science.orf.at). Zahlreiche Beiträge beschäftigen sich mit Oswald Menghin, der als Unterrichtsminister 1938 in der Landesregierung Seyß-Inquart die Nürnberger Rassengesetze an den Universitäten Österreichs ausführte und als Vertreter der Kulturkreislehre vielfältige rassistische Ansätze in die Urgeschichtsforschung einbrachte.
Er war tätig im Vorstand der Österreichischen Gesellschaft für Ur- und Frühgeschichte, leitet Ausgrabungen in Österreich (Braunsberg bei Hainburg, Wien-Leopoldsberg, Göttweig, Linz-Freinberg und Gründberg sowie Schwarzenbach und Kulm bei Weiz) und Frankreich (Bibracte und Vix) und hat zahlreiche Ausstellungen initiiert und gestaltet. 2010 wurde Urban zum wirklichen Mitglied der Philosophisch-historischen Klasse der Österreichischen Akademie der Wissenschaften gewählt und initiierte ein zweibändiges Lexikon zur Keltischen Archäologie mit mehr als 300 Autoren.

## Veröffentlichungen (Auswahl)
- Wegweiser in die Urgeschichte Österreichs, Wien 1989.
- Junior-Wegweiser in die Urgeschichte Österreichs, Wien 1989.
- Sondages sur les fortifications. In: Rapport annuel d’activite scientifique 1998 du Centre archeologique europeen du Mont Beuvray, Glux-en-Glenne 1998, S. 51–70.
- Kelten auf dem Leopoldsberg. In: 21. Österreichischer Historikertag 1996 in Wien, Wien 1998, S. 135–140.
- Der lange Weg zur Geschichte Österreichs. Österreichische Geschichte bis 15 v. Chr. Wien 2000.
- Der Braunsberg gestern, heute und morgen. In: Mitteilungen der Freunde Carnuntums Nr. 2, 2001, S. 24–28.
- mit Susanne Sievers, Peter C. Ramsl (Hrsg.): Lexikon zur keltischen Archäologie (= Mitteilungen der prähistorischen Kommission). 2 Bände. Verlag der Österreichischen Akademie der Wissenschaften, Wien 2012, ISBN 978-3-7001-6765-5.